# Otmica Travisa Waltona (NLO)
Otmica Travisa Waltona, tobožnji slučaj izvanzemaljske otmice koji se dogodio 5. studenog 1975. godine, kada je u jednom trenutku nestao drvosječa Travis Walton. Događaj se odvio u planinskim šumama istočne Arizone, sjeverno od indijanskog rezervata Port Apache, kada su se sedmorica drvosječa vraćala s posla. U jednom trenutku opazili su okruglo žarko svjetlo u obliku letećeg tanjura na udaljenosti od 30 metara. U tom trenutku je Travis Walton uzeo sačmaricu, iskočio iz kamioneta kojem su se vozili kućama i potrčao prema tom svjetlu. Iznenada biva udaren od te svjetlost koja ga je odbacila nekoliko metara unatrag. Vidjevši što se događa, vozač kamioneta je odjurio s ostalom petoricom drvosječa. Vratili su se nakon 20 minuta, ali nisu uspjeli pronači Waltona te su potom prijavili incident lokalnom šerifu.
Walton se pojavio sav iscrpljen pet dana nakon nestanka. Ispričao je kako je izgubio svijest nakon što je pogođen svjetlosnom zrakom te da se probudio u letjelici okruženim humanoidima odjevenim u smeđe-narančasta odijela. Ta bića su ga polegla na nekakav stol i stavili mu masku preko lica, nakon čega se sjeća samo da se osvijestio i našao ležeći na pločniku pokraj ceste i gledao osvjetljenu donju stranu letjelice kako se diže u noćno nebo.
Slučaj je izazvao kontroverze i sumnje skeptika koji su vjerovali da je Walton izmislio događaj kako bi stekao imovinsku korist i medijsku popularnost. Sam Walton nije prošao prvo ispitivanje na poligrafu, dok je na drugom prošao. Godine 1993. snimljen je američki znanstveno-fantastični film Vatra na nebu (eng. Fire in the sky) temeljen na doživljaju Travisa Waltona, koji je dodatno potaknuo sumnju da je Walton izmislio tu priču kako bi stekao financijsku dobit.